# Paul Hennequin
Pour l’article homonyme, voir Hennequin.
Paul Hennequin, né le 9 décembre 2002 est un coureur cycliste français. Professionnel depuis 2022, il porte les couleurs de l'équipe espagnole Euskaltel-Euskadi depuis le mois de janvier 2025.

## Biographie

### Carrière professionnelle

#### 2022-2024: Nice Métropole Côte d'Azur
Paul Hennequin passe professionnel en 2022 au sein de l'équipe continentale française Nice Métropole Côte d'Azur après avoir remporté une étape du Tour du Kosovo et participé à plusieurs courses inscrites au calendrier de l'UCI Europe Tour. Il n'obtient que peu de résultats probants pour sa première année à ce niveau et doit se contenter de quelques accessits. Il termine notamment deuxième du classement de meilleur grimpeur des Boucles de la Mayenne et treizième d'une étape des Quatre Jours de Dunkerque.
Toujours membre de l'équipe Nice Métropole Côte d'Azur en 2023, il est retenu pour effectuer un stage avec l'équipe de France espoirs en début de saison avant de reprendre la compétition à l'Étoile de Bessèges-Tour du Gard. En mars, il gagne le classement du meilleur jeune et le classement général du Tour d'Algérie, ses premiers succès chez les professionnels. La même année, il termine cinquième d'une étape de la Route d'Occitanie et huitième du Grand Prix international de la ville d'Alger.
Au premier semestre 2024, il se classe deuxième d'une étape des Quatre Jours de Dunkerque derrière Milan Fretin avant de s'adjuger le classement pas points et deux étapes du Tour du Maroc,. Blessé, il court peu au deuxième semestre.

#### 2025-: Euskaltel-Euskadi
Il décide de changer de formation à la fin de l'année 2024 et signe un contrat de deux ans avec l'équipe espagnole Euskaltel-Euskadi.
Après avoir commencé sa saison au Grand Prix La Marseillaise, qu'il termine à une anonyme cent vingt-cinquième place, il participe à plusieurs courses espagnoles et belges (dont la Clásica de Almería et le Grand Prix Criquielion) avant de s'envoler pour l'Asie et prendre part au Tour de Taïwan. Ce lointain voyage lui permet de s'adjuger deux nouveaux succès chez les professionnels puisqu'il remporte la dernière étape et le classement par points de cette course inscrite au calendrier de l'UCI Asia Tour. En mai, il gagne le classements des monts des Quatre Jours de Dunkerque.

## Palmarès
- 2019
  - 3e du Critérium de Monaco juniors
  - 3e du Tour de la Région PACA Juniors
- 2021
  - 3e étape du Tour du Kosovo
- 2023
  - Classement général du Tour d'Algérie
- 2024
  - 3e et 10e étapes du Tour du Maroc
- 2025
  - 5e étape du Tour de Taiwan

## Classements mondiaux
| Année                                 | 2021  | 2022  | 2023  | 2024 |
| ------------------------------------- | ----- | ----- | ----- | ---- |
| Classement mondial                    | 1415e | 2511e | 1071e | 927e |
| UCI Europe Tour                       | 1007e | 1535e | nc    | nc   |
|                                       |       |       |       |      |
| Légende : nc = non classéSource : UCI |       |       |       |      |